# Bezławecki Dwór
Bezławecki Dwór (deutsch Bäslackshof) ist ein kleiner Ort in der polnischen Woiwodschaft Ermland-Masuren und gehört zur Gmina Reszel (Stadt- und Landgemeinde Rößel) im Powiat Kętrzyński (Kreis Rastenburg).

## Geographische Lage
Bezławecki Dwór liegt in der nördlichen Mitte der Woiwodschaft Ermland-Masuren, zehn Kilometer südwestlich der Kreisstadt Kętrzyn (deutsch Rastenburg).

## Geschichte
Der seit 1837 Bäslackshof genannte frühere Abbau Perkuhn bestand lediglich aus einem großen Hof. Im Königsberger königlich  preußischen Amtsblatt war zu lesen: Daß dem zum Königl. Landrathsamte Rastenburg und zum Königl. Dorfe Bäslack gehörigen, von dem cöllmisch-bäuerlichen Grundbesitzer Gottfried Perkuhn auf dem Territorio des vorgenannten Dorfes neu errichteten Etablissement von 2 Feuerstellen der Name Bäslackshof beigelegt ist, und daß selbiges in den polizeilichen und Kommunal-Verband von Bäslack verbleibt, wird hierdurch zur öffentlichen Kenntniß gebracht. Bis 1945 war Bäslackshof ein Wohnplatz in der Gemeinde Bäslack (polnisch Bezławki) im Kreis Rastenburg im Regierungsbezirk Königsberg in der preußischen Provinz Ostpreußen, 1885 = 60 und 1905 = 41 Einwohner zählend.
Als 1945 in Kriegsfolge das gesamte südliche Ostpreußen an Polen kam, war auch Bäslackshof davon betroffen. Der kleine Ort erhielt die polnische Namensform „Bezławecki Dwór“ und ist heute eine Ortschaft innerhalb der Stadt- und Landgemeinde Reszel (Rößel) im Powiat Kętrzyński (Kreis Rastenburg), bis 1998 der Woiwodschaft Olsztyn, seither der Woiwodschaft Ermland-Masuren zugehörig.

## Kirche
Bis 1945 war Bäslackshof in die evangelische Kirche Bäslack in der Kirchenprovinz Ostpreußen der Kirche der Altpreußischen Union sowie in die katholische Kirche Heiligelinde (polnisch Święta Lipka) im damaligen Bistum Ermland eingepfarrt.
Heute gehört Bezławecki Dwór evangelischerseits zur Johanneskirche in Kętrzyn (Rastenburg) in der Diözese Masuren der Evangelisch-Augsburgischen Kirche in Polen. Katholischerseits ist der Ort zur Kirche in Bezławki (Bäslack) hin orientiert. Sie ist eine Filialkirche der Pfarrei Wilkowo (Wilkendorf) im jetzigen Erzbistum Ermland.

## Verkehr
Nach Bezławecki Dwór bestehen Nebenstraßenverbindungen von Bezławki (Bäslack) und von Stąpławki (Adlig Stumplack) aus. Einen Anschluss an das Schienennetz gibt es nicht.